# Jaan Lintrop
Jaan Lintrop (* 1. Junijul. / 13. Juni 1885greg. in der Gemeinde Alliku; † 24. März 1962 in Oisu) war ein estnischer Schriftsteller und Journalist.

## Leben
Jaan Lintrop besuchte das renommierte Hugo-Treffner-Gymnasium in Tartu. Von 1911 bis 1913 war er Gasthörer an der Universität Moskau und 1913/14 an der Universität Leipzig. Anschließend war er als Journalist in Estland tätig.
Von 1920 bis 1929 war Lintrop Direktor der Estnischen Akademie der Wissenschaften. Von 1932 bis 1935 arbeitete Lintrop als Werbechef für die Firma J. Puhk & Pojad. Ab 1935 lebte er auf dem Heimathof Anniku im mittelestnischen Kärevere, der seiner Familie gehörte.

## Literarisches Werk
Jaan Lintrop hat vor allem realistische Novellen, Erzählungen und Reiseberichte verfasst. In seinen belletristischen Werken beschreibt er häufig pointiert das Dorfleben in Estland mit einer ironisch-kritischen Note. Bekannt – und auch stark kritisiert – wurde er durch seine beiden Novellensammlungen Igapäevane elu (1909) und Nutt ja naer (1910).
1915 erschien unter dem Pseudonym Hirvi Ogar Lintrops Maailma sõda („Der Weltkrieg“) als Fortsetzungsroman in einer Tallinner Zeitung. Nach drei Ausgaben wurde die Veröffentlichung wegen der russischen Zensur im Ersten Weltkrieg eingestellt. Das Romanfragment trägt den Untertitel „Futuristischer Experimentalroman“. Es enthält Science-Fiction-Elemente und blickt in satirischer Form aus der Zukunft in die Gegenwart zurück.

## Werke (Auswahl)

### Novellensammlungen
- Igapäevane elu (1909)
- Nutt ja naer (1910)
- Oma aja lapsed (Auswahlsammlung, 1959)
- Kitsad väravad (Auswahlsammlung, 1985)

### Erzählungen
- Villem Elgas (1911)

### Romane
- Maailma sõda (1915, unvollendet)
- Muiste (1936)

### Reiseberichte
- Türgi enne ja nüüd (1930)

## Sekundärliteratur
- Cornelius Hasselblatt: Geschichte der estnischen Literatur. Berlin, New York 2006 (ISBN 3-11-018025-1), S. 381, 400f.